# The Heavenly Tenants
The Heavenly Tenants (Los inquilinos celestiales en castellano) es una obra fantástica de William Maxwell. La granja de la familia Marvell en Wisconsin recibe la visita de los signos del zodiaco vivos; mientras tanto, las constelaciones asociadas a ellos desaparecen del cielo. La historia fue ilustrada por Ilonka Karasz y publicada por Harper & Brothers en 1946. Fue finalista de la Medalla Newbery de 1947.